# Willie Tee
Willie Tee (06 de fevereiro de 1944 — 11 de setembro de 2007) foi um tecladista, compositor, cantor, produtor musical norte americano.
Willie é considerado como um dos melhores artístas dos anos 90 renomeado pela revista Billboard.

## Discografia

### Álbuns de estúdio
- 1976 – Anticipation (United Artists)
- 1994 – The Gaturs featuring Willie Tee / Wasted (Funky Delicacies)
- 2002 – Back in Time (BK)
- 2002 – Teasin You (Night Train)